# エルギュル・アブジュ
エルギュル・アブジュ（Ergül Avcı、女性、1987年7月24日 - ）は、ブルサ出身のトルコのバレーボール選手。ポジションはミドルブロッカー。トルコ代表。

## 来歴
2008年、トルコ代表に初選出される。同年6月のワールドグランプリに出場した。2009年のヨーロッパリーグで銀メダルを獲得した。
2012年のワールドグランプリに出場し、銅メダルを獲得したが、ロンドン五輪のメンバーからは外れた。2013年の欧州選手権では7位だった。
2013-14シーズンからガラタサライへ移籍し、木村沙織とチームメイトである。

## 球歴
- 欧州選手権 - 2013年（7位）
- ワールドグランプリ - 2008年（7位）、2012年（3位）、2013年（8位）

## 所属クラブ
- Yeşilyurt（2008-2009年）
- Nilüfer Belediyespor（2009-2010年）
- フェネルバフチェ（2010-2011年）
- ワクフバンク（2011-2013年）
- ガラタサライ（2013-2014年）
- İdmanocağı SK（2014-2015年）
- フェネルバフチェ（2015-2017年）
- Bursa BBSK（2017-2018年）
- Beylikdüzü（2018-2019年）
- エジザージュバシュ（2019-2020年）
- ガラタサライ（2020-2021年）
- Aydın Büyükşehir Belediyespor（2021-2022年）
- フェネルバフチェ（2022-）